# Barbara Houwalt

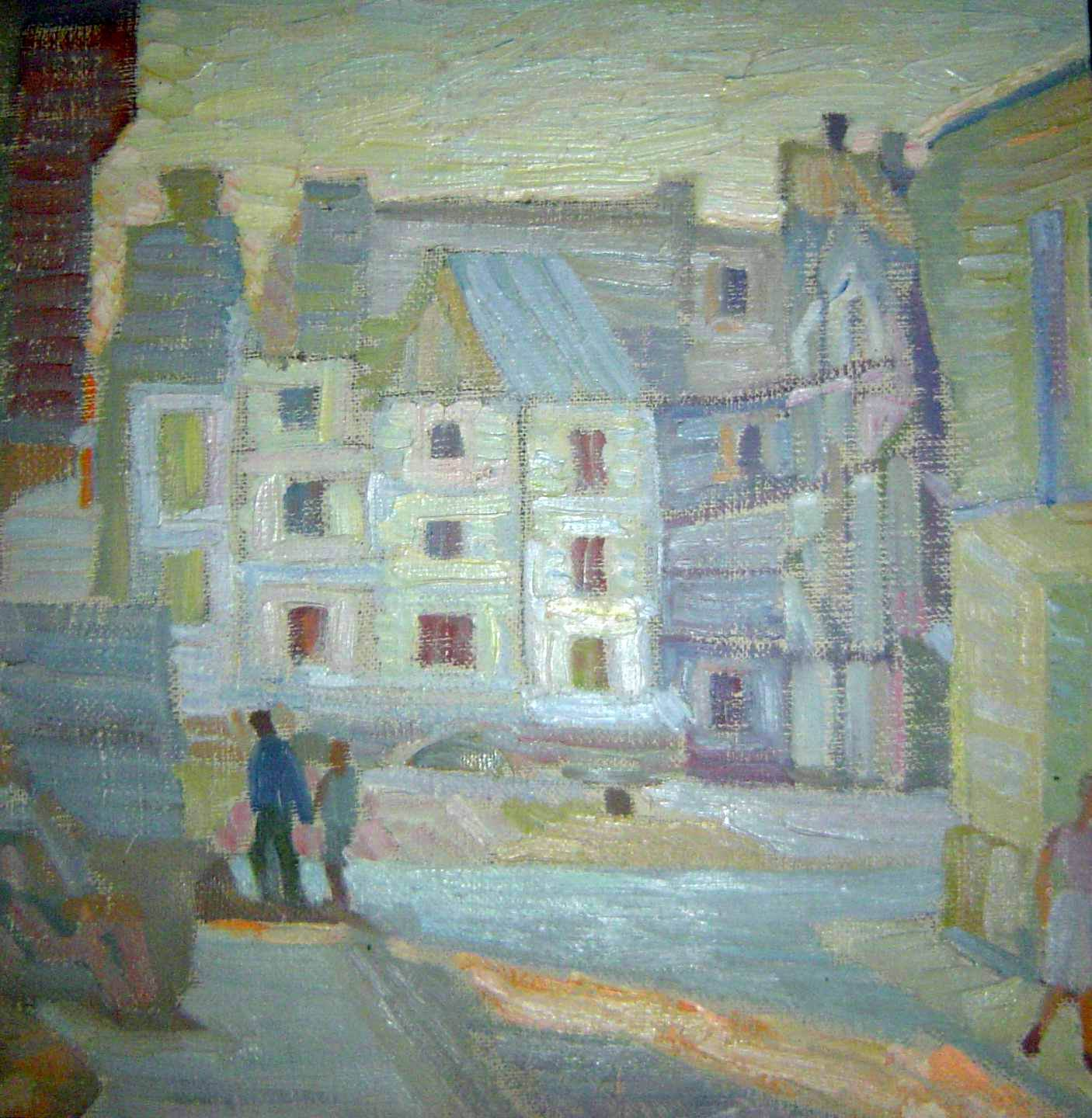
Barbara Houwalt, Kłodzko, 1959

Barbara Houwalt z domu Szopówna (ur. 22 listopada 1911 w Kobierzynie koło Krakowa, zm. 4 stycznia 2005 w Poznaniu) – polska malarka.

## Życiorys
W 1913 rodzina Szopów przeniosła się do Wilna w związku z prowadzoną przez ojca Barbary Houwalt – inż. Teofila Szopę budową Kościoła Najświętszego Serca Pana Jezusa (wespół z Antonim Wiwulskim). W 1917 r. Szopowie wyjechali z Wilna, kiedy miasto zajmowali Rosjanie. Teofil Szopa uczestniczył w „buncie” gen. Lucjana Żeligowskiego i został w 1920 r. Dyrektorem Departamentu Przemysłu i Handlu (w randze ministra) w Tymczasowej Komisji Rządzącej Litwy Środkowej. W 1929, po ukończeniu Żeńskiego Gimnazjum Sióstr Nazaretanek w Wilnie, Barbara Houwalt rozpoczęła studia na Wydziale Sztuk Pięknych Uniwersytetu Stefana Batorego w pracowni malarstwa pejzażowego Ferdynanda Ruszczyca i Aleksandra Szturmana (nauczyciela Barbary Houwalt z czasów dziecięcych).
W 1934 r. zawarła związek małżeński z Ildefonsem Houwaltem, rok później urodziła się ich córka - Barbara Houwalt-Kostecka (malarka i poetka). W 1936 roku  współzałożyła Spółdzielnię Pracy Artystów Wileńskich (SPAW), realizującą prace architektoniczne i plastyczne. W 1938 r. została członkiem „Grupy Wileńskiej” i brała udział w wystawach organizowanych przez Wileńskie Towarzystwo Szerzenia Kultury Sztuk Plastycznych. W prezentowanych w tym czasie na wystawach pracach, widać wpływ na twórczość Barbary Houwalt malarstwa Ferdynanda Ruszczyca i Aleksandra Szturmana. W 1945 r. w ramach akcji repatriacyjnej przeniosła się wraz z mężem Ildefonsem Houwaltem do Poznania. Uczestniczyła w przewiezieniu z Wilna spuścizny malarskiej po Aleksandrze Szturmanie.
W latach 1946–87 uczestniczyła w wystawach w Poznaniu, Warszawie, Katowicach, Radomiu, Koninie, Krakowie, Zielonej Górze, Szczecinie. W listopadzie 1953 roku z innymi plastyczkami poznańskimi: Zofią Dziurzyńską-Rosińską, Jadwigą Eichlerową, Janiną Kotlińską, Janiną Szczepską, Ireną Zmarzlińską-Dzisiewską, D. Krajewską, A. Kubicz i H. Michałowską współtworzyła Kolektyw 9.
Wystawy indywidualne: Poznań (1960, 1971, 1976, 1980, 1987, 1994), Wągrowiec (1971), Gröningen (1978), Kłodzko (1979), Warszawa (1979, 1987), Obrzycko (1989), Nowy Tomyśl (1990-1993, 1997), Śrem (1991, 1998, 2006).
W latach 90. dokumentowała w pracach rysunkowych i olejnych zabytki wielkopolskiego miasta  Śrem. Malowała do ostatnich dni, umarła 4 stycznia 2005 r. w Poznaniu.

## Twórczość
Twórczość Houwaltowej będąc kontynuacją tradycji polskiego malarstwa pejzażowego jest równocześnie kontynuacją programowych założeń koloryzmu. Ten estetyzujący nurt malarstwa polskiego, w którym zagadnienie koloru i materii ma dominujące znaczenie w obrazie, wywarł ogromny wpływ na powojenne malarstwo polskie i jak widać do dziś nie stracił na aktualności.

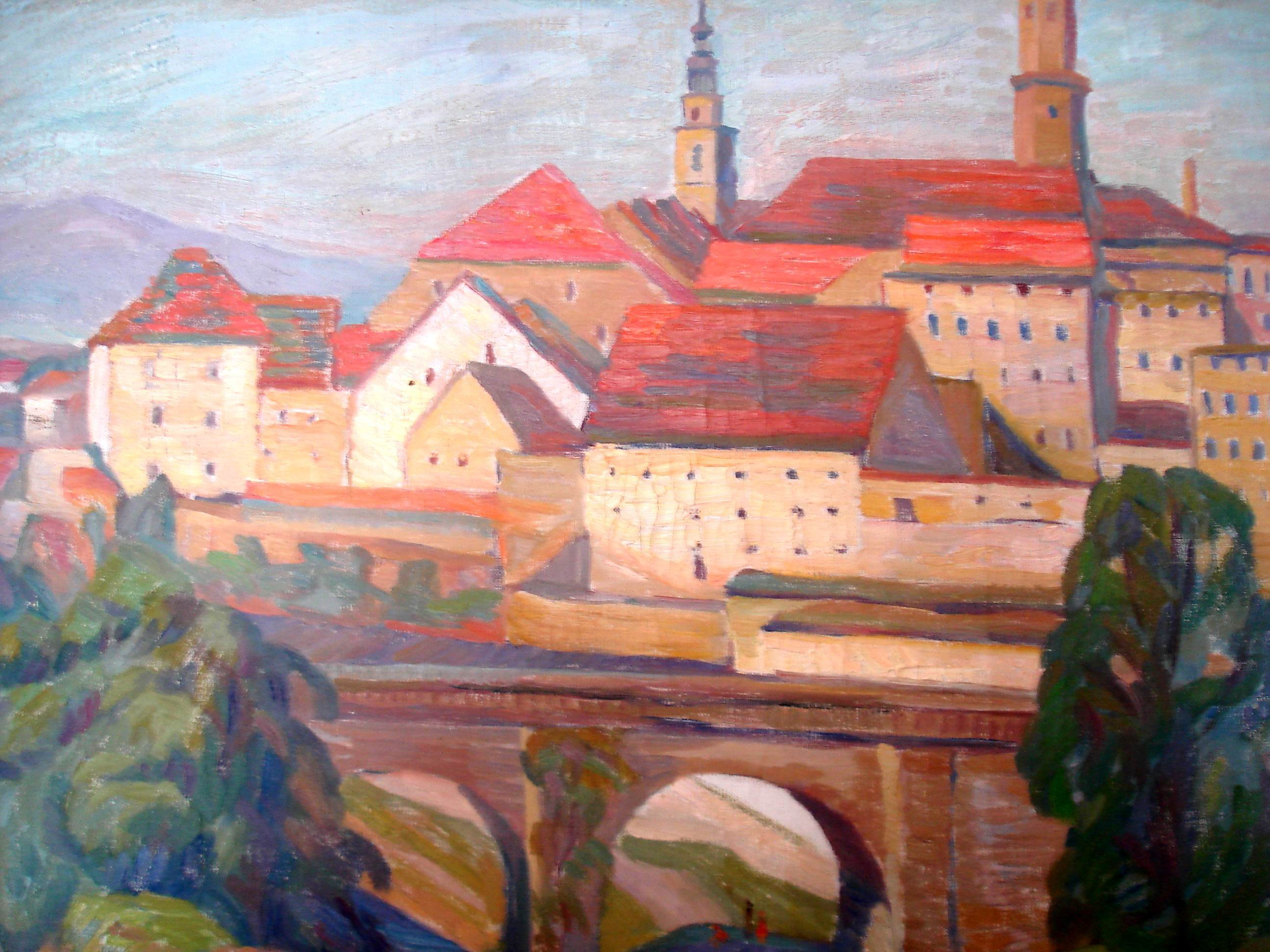
Barbara Houwalt, Miasto, ok. 1960, ol/pł 55x68
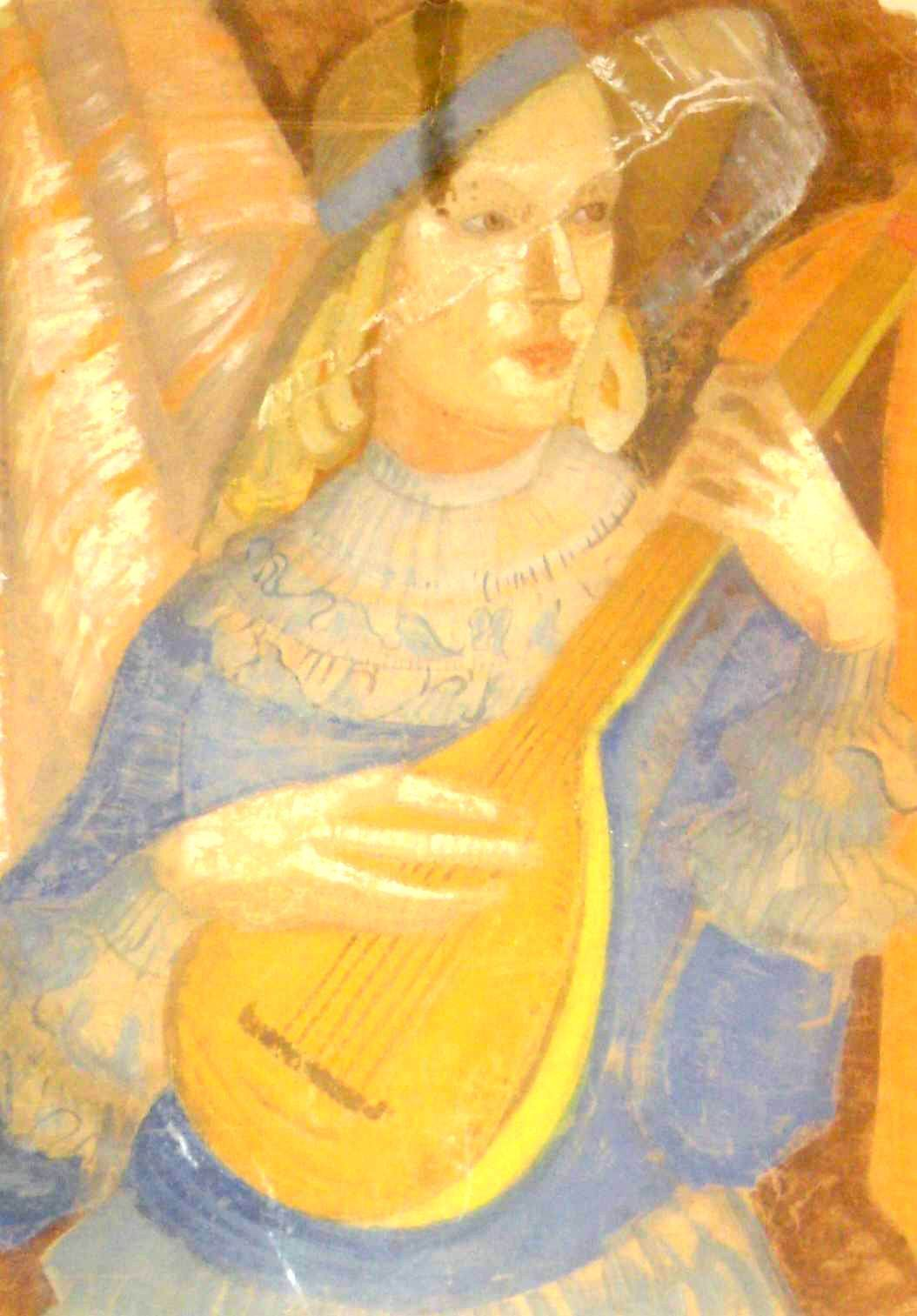
Barbara Houwalt, Kobieta z mandoliną, temp. 80x60, 1935
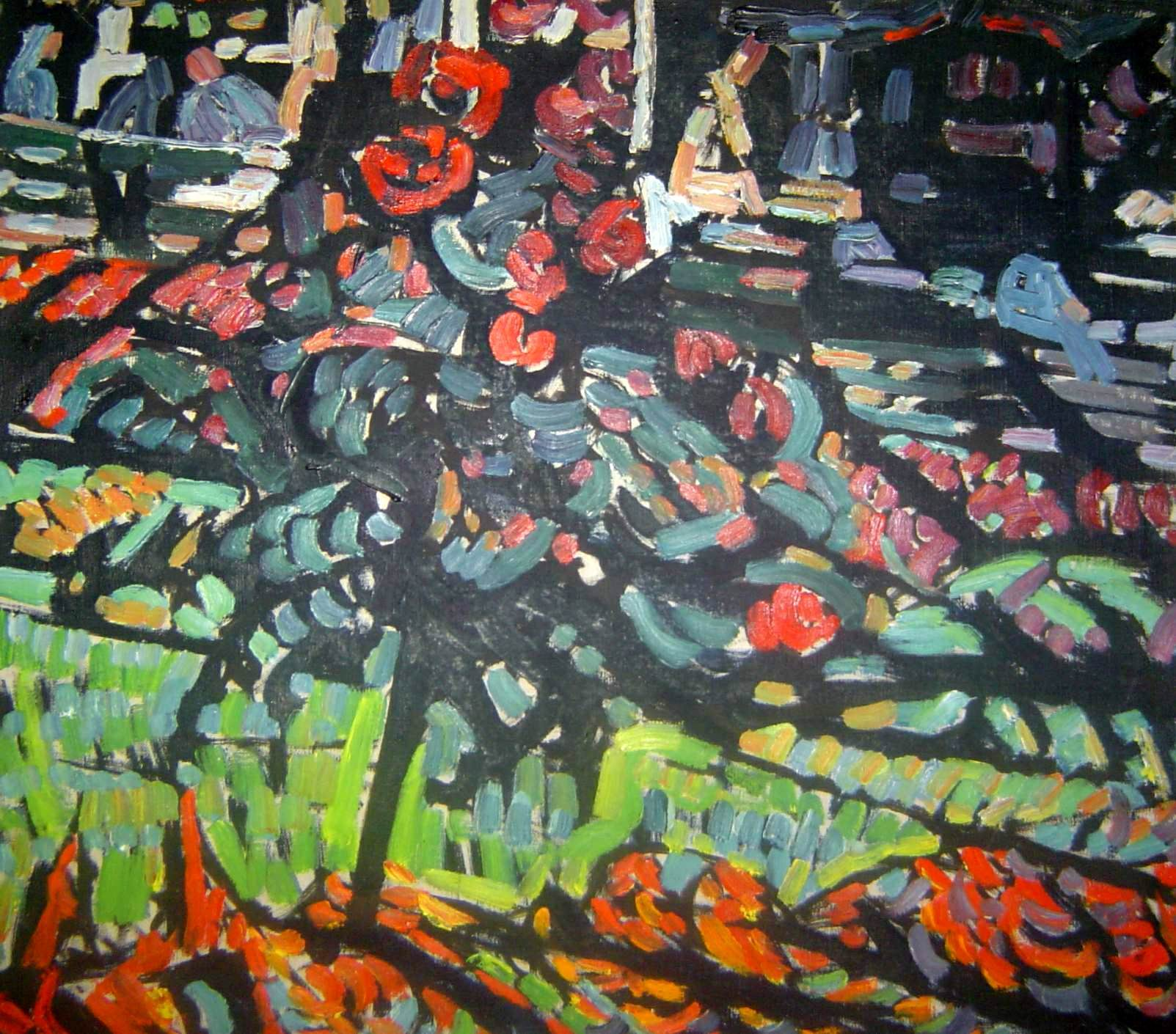
Barbara Houwalt, Róże (Polanica), 1970, ol/pł 60x73

## Wybrane katalogi wystaw
- Barbara Houwalt. Wystawa malarstwa, BWA w Poznaniu 1971
- Malarstwo Barbary Houwaltowej, Wągrowiec 1971
- Houwaltowie, BWA w Poznaniu 1977
- Houwaltowie. Wystawa Malarstwa. BWA w Poznaniu i CBWA (Galeria Zachęta) w Warszawie 1987